# Pelecopsis pasteuri
Pelecopsis pasteuri là một loài nhện trong họ Linyphiidae.
Loài này thuộc chi Pelecopsis. Pelecopsis pasteuri được Lucien Berland miêu tả năm 1936.